# Joseph Jauffret
Pour les articles homonymes, voir Jauffret.
Joseph Jauffret, juriste et canoniste français, maître des requêtes au conseil d'Etat (France), né le 5 décembre 1779 à La Roquebrussanne (Var) et mort le 9 mars 1836 à Paris. Trois de ses frères se sont également illustrés : Gaspard-André Jauffret, évêque de Metz, Louis-François Jauffret, homme de lettres, et Jean-Baptiste Jauffret, directeur de l'institution impériale des sourds-muets de Saint-Pétersbourg.

## Secrétaire particulier du ministre Portalis
À la mort de son père, en 1791, Joseph Jauffret rejoint son frère aîné, Gaspard-André Jauffret (le futur évêque de Metz), à Paris. Il étudie le droit et devient docteur en droit canon. 
En 1801, Jean-Étienne-Marie Portalis, sur les recommandations de Joseph Fesch, appelle Joseph Jauffret à ses côtés en tant que secrétaire particulier pour succéder à son neveu l'abbé d'Astros, qu'il a pris comme directeur de cabinet . C'est l'époque de la négociation du Concordat de 1801 entre la France et Rome, et Jauffret participe à tous les travaux . Ses Mémoires sont une aide utile pour comprendre ce moment si délicat des premières années du XIXe siècle en France . 
- Mémoires historiques sur les Affaires Ecclésiastiques de France pendant les premières années du XIXe siècle, 1819-1824 (Paris, Leclère)

En 1805, il est nommé chef du secrétariat du ministre. En 1806, il partage les fonctions de secrétaire général du ministère avec Joseph Marie Portalis, le fils du ministre. Le secrétariat est l'instrument de coordination des services du ministère : il s'occupe de la police du culte catholique, des affaires contentieuses, du timbre et contreseing, des mesures générales pour l'exécution des lois et décrets ou encore de l'étude des projets présentés. En 1808, le secrétariat est divisé en deux bureaux. Jauffret est chargé du second, qui comprend dans ses attributions la police des cultes, les recours au conseil d'état, les honneurs et préséances dans les églises. Il conservera ces fonctions jusqu'en 1814.

## Maître des requêtes au conseil d'état
Le 19 janvier 1810, il est admis au Conseil d'État en tant qu'auditeur. Le 5 juillet 1814 il est promu maître des requêtes, fonction qu'il occupera jusqu'à son décès, survenu le 6 mars 1836 à Paris .
Il est nommé chevalier de la Légion d'honneur le 15 juillet 1820 .
En juillet 1831, il se présente aux élections législatives du 2e collège du Var (Toulon) face à Auguste Portalis et Alphonse de Lamartine. Il obtient 7 voix, contre 78 pour Portalis et 72 pour Lamartine .
La même année, il fait partie, avec MM. Portalis, Siméon et Dupin, de la commission nommée par M. de Montalivet, ministre de l'Instruction Publique et des Cultes pour examiner des questions relatives au Concordat .
Passionné de dessin il fut élève de Jacques-Louis David en 1800. Il a publié des portraits du pape Pie VI, du ministre Portalis et du capitaine Nicolas Baudin, explorateur des terres australes. Il faisait également partie de plusieurs sociétés savantes (Paris, Lille, Abbeville, Marseille ).
Il est inhumé au cimetière du Père-Lachaise (10e division),. 

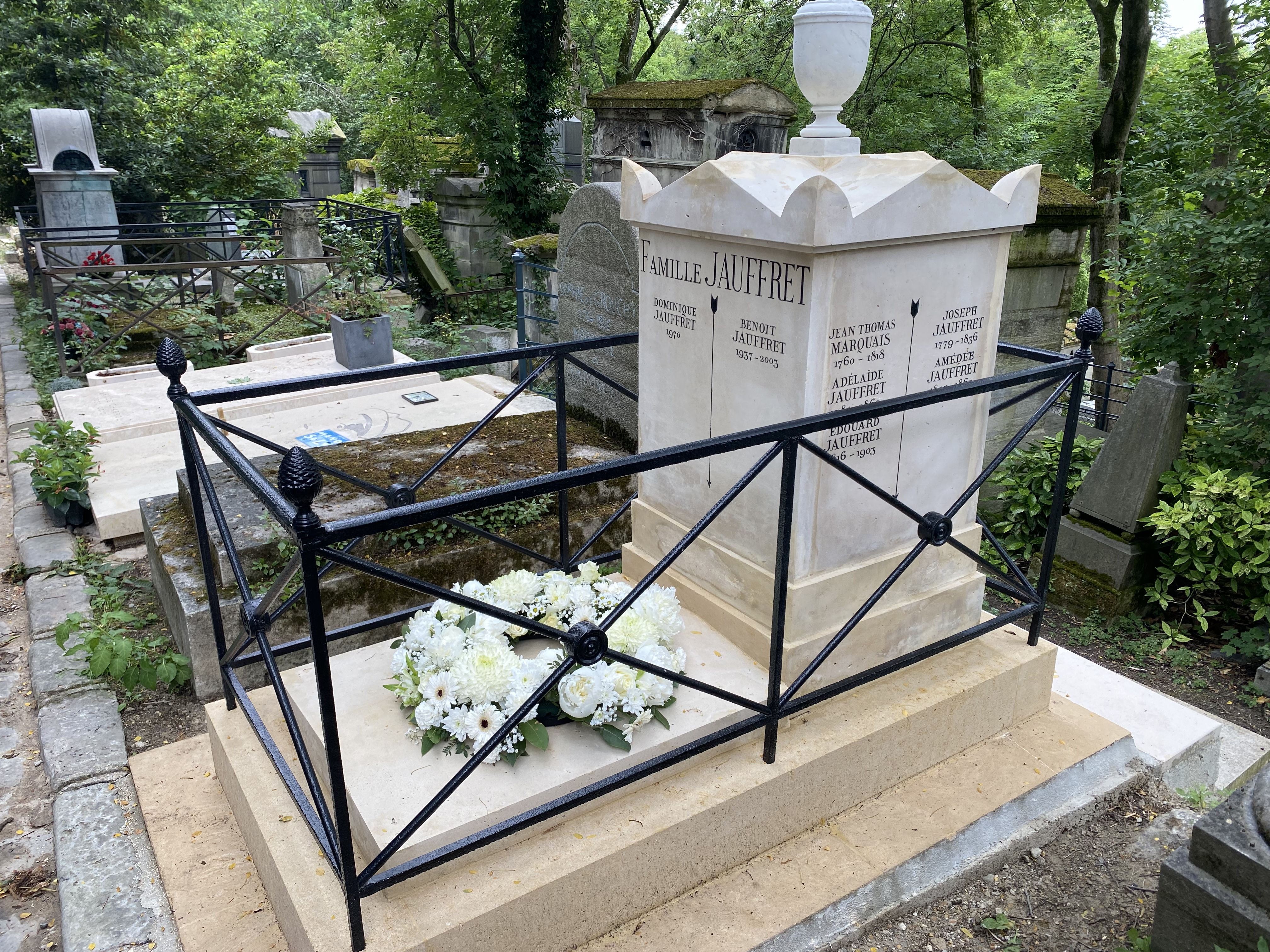
Sépulture de Joseph Jauffret

## Sa famille
En novembre 1803, il épouse à Paris Adélaïde Marquais, fille de Jean-Thomas Marquais, chirurgien principal de l’hôpital de la Charité de Paris, membre de la Société de Médecine de Paris . À partir de 1811, Madame Jauffret fait partie du Conseil de la charité, qui se réunit tous les mois autour de Madame Bonaparte Mère. 
Un de ses fils, Anatole Jauffret (1809-1856), est le fondateur de l'institution Jauffret, installée rue de Sévigné à Paris (hôtel Le Pelletier de Saint Fargeau), et l'une des plus renommées de Paris à son époque.

## Ses écrits[13]
- Examen des articles organiques publiés à la suite du concordat de 1801, dans leurs rapports avec nos libertés, 1817 (Paris, Leclère)
- Mémoires historiques sur les Affaires Ecclésiastiques de France pendant les premières années du XIXe siècle, 1819-1824 (Paris, Leclère)
- Des missions en France, 1820 (Paris, Delaunay)
- De la juridiction épiscopale, à l'occasion d'un écrit de feu M. le comte Lanjuinais, pair de France, contre les nouvelles officialités, 1821 (Paris)
- Du célibat des prêtres, 1828 (Paris)
- Des recours au Conseil d'état dans le cas d'abus en matière ecclésiastique, 1830 (Paris, Delaunay)

## Ses dessins
- Dessin publié du capitaine Nicolas Baudin, explorateur des Terres Australes.
- Dessin publié de l'abbé Roch-Ambroise Cucurron Sicard, instituteur de sourds-muets
- Dessin publié du ministre Jean-Étienne-Marie Portalis